# Euryphura lisidora
Euryphura lisidora är en fjärilsart som beskrevs av Aurivillius 1891. Euryphura lisidora ingår i släktet Euryphura och familjen praktfjärilar. Inga underarter finns listade i Catalogue of Life.